# Het geheim (lied)
Het geheim is een lied van de Nederlandse actrice en zangeres Loek Beernink dat op 15 september 2007 op cd-single werd uitgebracht. De single verscheen onder de titel Het Huis Anubis, niet onder de titel Nienke, de naam van het personage gespeeld door Loek Beernink in de gelijknamige televisieserie van Nickelodeon.

## Tracklist cd-single
1. Het geheim

Deze cd-single werd voor een korte tijd verkocht via iTunes. Onmiddellijk bij release van de full-cd was dit liedje niet meer afzonderlijk te koop.